# Cybermenace
Pour le nom commun cybermenace, voir cyberattaque.
 (février 2016).
Si vous disposez d'ouvrages ou d'articles de référence ou si vous connaissez des sites web de qualité traitant du thème abordé ici, merci de compléter l'article en donnant les références utiles à sa vérifiabilité et en les liant à la section « Notes et références ».
Cybermenace (titre original : Threat Vector) est un techno-thriller de l'écrivain américain Tom Clancy aidé de Mark Greaney et paru en 2013. Ce roman fait partie de la saga Ryan ayant pour héros Jack Ryan.
Le roman est traduit en français par Jean Bonnefoy et paraît en un volume aux Éditions Albin Michel en octobre 2013.

## Résumé
Les dirigeants chinois veulent étendre leur contrôle sur la mer de Chine afin d'endiguer la crise économique qui signe la fin du miracle entretenu jusque-là. Plutôt qu'une tactique économique d'étouffement visant à contraindre Taïwan à rejoindre la Chine, c'est une tactique militaire nettement plus agressive qui est choisie.
Afin de détourner l'attention et placer les États-Unis dans l'incapacité de réagir à l'agression de pays alliés, la Chine procède à toute une série d'attaques informatiques en faisant accuser d'autres ennemis. Divers virus ont été de longue date implantés dans les serveurs des services secrets américains et la Chine dispose d'une véritable armée de hackers dirigée depuis Hong Kong par quelqu'un qui se fait appeler "Centre". Un ancien espion russe, un policier véreux ainsi qu'une équipe de tueurs chinois opérant sur le sol américain sont également téléguidés par "Centre" et ses opérateurs.
Ce policier manipule la petite amie de Jack Ryan Jr pour qu'elle l'espionne.
Mais le Campus veille et commence à déjouer leurs plans, ce qui pousse les Chinois à s'en prendre directement à lui en attaquant le bâtiment, occasionnant plusieurs victimes.
La guerre, limitée jusque-là à quelques escarmouches en mer de Chine et quelques duels aériens, prend fin grâce à la destruction du principal centre de piratage chinois et la mort de leur organisateur, et grâce également à une intervention terrestre en Chine même pour éliminer le chef de l'armée.